# Centroclisis mendosa
Centroclisis mendosa is een insect uit de familie van de mierenleeuwen (Myrmeleontidae), die tot de orde netvleugeligen (Neuroptera) behoort. 
Centroclisis mendosa is voor het eerst wetenschappelijk beschreven door Navás in 1912.